# 박시준
박시준(朴詩浚, 1978년 10월 12일 ~ )은 대한민국의 방송인, 前 기상 캐스터이다.

## 학력
- 한국외국어대학교 프랑스어과 졸업

## 경력
- 2001년 ~ 2007년 : KBS 前 기상 캐스터

## 방송

### 기상 캐스터 및 MC 활동
- 2001년 KBS2 《KBS 뉴스 (840)》
- 2004년 KBS1 《클릭! 날씨@생활》
- 2005년 KBS1 《KBS 뉴스 네트워크》
- 2005년 KBS1 《KBS 뉴스광장》
- 2008년 메디TV 《행복충전 2080》
- 2009년 메디TV 《메디TV 주치의》

### 예능 출연
- KBS1 《가족오락관》
- KBS1 《퀴즈 대한민국》[1]
- KBS2 《1 대 100》